# Hermann von Rosenberg
Il barone Hermann von Rosenberg, all'anagrafe Carl Benjamin Hermann von Rosenberg (Darmstadt, 7 aprile 1817 – L'Aia, 15 novembre 1888), è stato un naturalista, cartografo e ornitologo tedesco.
Ha pubblicato alcuni libri e diversi articoli riguardanti il suo lavoro nelle Indie Orientali. In questi, egli descrive la geografia, la zoologia, la linguistica e l'etnografia delle isole.

## Biografia

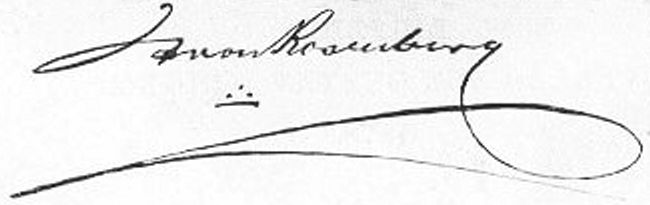
Firma di Hermann von Rosenberg

Alla fine del 1839 si arruolò come militare a Harderwijk e subito dopo andò nelle Indie orientali olandesi come cartografo militare, con il compito di eseguire rilievi topografici. Ha trascorso 30 anni della sua vita lavorativa nelle Indie Orientali.
Dal 1840 fino al 1856, Rosenberg era un disegnatore topografico a Sumatra e nelle sue isole vicine. In seguito è stato un funzionario pubblico, lavorando come cartografo e topografo nelle Molucche e in Nuova Guinea Occidentale. Rosenberg ha avuto un forte interesse per l'ornitologia.
La principale opera di Rosenberg è stata Der Malayische Archipel. Land und Leute in Schilderungen, gesammelt während eines dreissigjährigen Aufenthaltes in den Kolonien, in cui racconta del famoso giardino giavanese di Bogor e descrive i manufatti e costumi della gente di Sumatra, Sulawesi, Nuova Guinea e delle Molucche. Le illustrazioni del libro sono state in gran parte realizzate in legno.

## Opere (parziale)
- (NL) Overzigtstabellen voor de Ornithologie van den Indischen Archipel, 1858.
- (NL) Reistogten in de afdeeling Gorontalo, 1865.
- (NL) Reis naar de zuidoostereilanden, gedaan in 1865 op last der regering van Nederlandsch-Indie, 1867.
- (NL) Reistochten naar de Geelvinkbaai op Nieuw-Guinea in de jaren 1869 en 1870, 1875.
- (DE) Allgemeine Deutsche Biographie, con altri, 1875.
- (DE) Der Malayische Archipel. Land und Leute in Schilderungen, gesammelt während eines dreissigjährigen Aufenthaltes in den Kolonien, 1878.

## Omaggi
- Rosenberg è stato commemorato per aver dato il nome scientifico a una specie di varano, il varanus rosenbergi[1].